# Polonia 24. Tygodnik
Polonia 24. Tygodnik – polski magazyn informacyjno-publicystyczny przeznaczony dla Polaków z całego świata, emitowany w TVP Polonia. 

## Emisja
Program emitowany w czwartki o godzinie 22:15 w TVP Polonia, a powtórki w piątki o 4:00 i 14:35. Wydania serwisu są także udostępniane na stronie internetowej stacji. Pierwszy odcinek premierę miał 29 lutego 2024 roku. Magazyn jest następcą dziennika Polonia 24. 

## Prowadzący
Program prowadzą:
- Przemysław Toczek
- Paulina Drażba